# Tunapuna-Piarco
Tunapuna-Piarco (Anhörenⓘ) ist eine von neun Regionen und eine Verwaltungseinheit auf Trinidad in Trinidad und Tobago.

## Geographie
Tunapuna-Piarco liegt im Norden von Trinidad. Im Westen grenzt es an San Juan-Laventille, im Südwesten an Chaguanas, im Süden an Couva-Tabaquite-Talparo und im Osten an Sangre Grande. Im Norden grenzt Tunapuna-Piarco an das karibische Meer, und im Südosten der Region umschließt es das selbständige Borough Arima komplett. Da es große Teile des East-West Corridor umfasst, ist es die bevölkerungsreichste Verwaltungseinheit auf Trinidad. Aufgrund ihrer Lage umfasst die fünftgrößte Region des Landes außerdem große Teile der Northern Range, der größten Gebirgskette des Landes, und beinhaltet die zwei höchsten Berge Trinidads, den Cerro del Aripo (940 m) und den El Tucuche (937 m). Die Region ist unterteilt in 71 communities, die kleinsten Verwaltungseinheiten des Landes, die in Deutschland im urbanen Raum etwa Stadt- oder Ortsteilen und im ruralen Raum Ortslagen entsprechen. Wichtige Städte in Tunapuna-Piarco sind:
- Arouca
- Blanchisseuse
- Curepe
- St. Augustine
- St. Joseph
- Tacarigua
- Trincity
- Tunapuna
- Valsayn

## Geschichte
Der südlich der Northern Range gelegene Teil der heutigen Region Tunapuna-Piarco ist eine fruchtbare Tiefebene, die dazu noch in geringer Entfernung zur seit 1560 bestehenden Hafen- und späteren Hauptstadt Port of Spain liegt und mit dem Caroni River über einen in Richtung Port of Spain fließenden, ehemals schiffbaren Fluss verfügt. Zu spanischen und britischen Kolonialzeiten war die Region deshalb Standort mehrerer wirtschaftlich bedeutender Plantagen, auf denen unter anderem Zuckerrohr und Kakao angebaut wurde und die sich heute noch in Ortsnamen wie Valsayn oder Orange Grove niederschlagen.
Bis 1990 war Trinidad in Countys unterteilt. Im Rahmen einer Verwaltungsreform (Municipal Corporations Act No. 21) wurden 1990 sämtliche Countys aufgelöst und neue Verwaltungseinheiten ("Regional Corporations") geschaffen. 1992 wurde der Municipal Corporations Act No. 21 in Teilen abgeändert, um die Anzahl der Verwaltungseinheiten zu reduzieren. Aus Teilen des Countys Saint George wurde so Tunapuna-Piarco.

## Wirtschaft
Da Tunapuna-Piarco große Teile des East-West Corridors umfasst, wird ein signifikanter Teil von Trinidads Wirtschaftsleistung hier erbracht. Es gibt viele Betriebe der Nahrungsmittel- und Leichtindustrie für den lokalen Bedarf und die Versorgung der Nachbarinseln. Der Dienstleistungssektor ist geprägt von Finanzdienstleistern wie Banken, Versicherungen sowie von vielen Groß- und Einzelhandelsbetrieben. Bedingt durch die Entwässerung der Northern Range nach Süden ist der Boden entlang des East-West Corridors sehr fruchtbar, so dass sich am Rande der Agglomeration zahlreiche landwirtschaftliche Betriebe angesiedelt haben. An der Nordküste sowie im Asa Wright Nature Centre ist in geringem Ausmaß Tourismus ein Wirtschaftsfaktor.
Der Hauptflughafen Trinidads, Piarco International Airport, befindet sich in Piarco, 30 km südöstlich der Hauptstadt Port of Spain. Dort hat auch die Fluglinie Trinidads und Tobagos, Caribbean Airlines, ihren Hauptsitz. In Trincity befindet sich mit der Trincity Mall das mit 185.000 m² Grundfläche größte Einkaufszentrum der Karibik (Zum Vergleich: Das größte deutsche Einkaufszentrum CentrO kommt auf 119.000 m² Grundfläche, hat aber mehrere Stockwerke).
In St. Augustine gibt es mehrere Bildungseinrichtungen von internationaler Bedeutung, unter anderem einen der vier Campus der University of the West Indies mit ca. 18.000 eingeschriebenen Studenten.